# Langues en Malaisie
La langue officielle de la Malaisie est le malaisien, qui est la langue maternelle de 45 % de la population du pays. Elle est enseignée dans toutes les écoles du pays et sert de moyen de communication interethnique, en concurrence avec l'anglais pour la classe moyenne et urbaine. Il existe au total 138 langues autochtones ou d'immigration. L'une d'elles, le jedek a même été répertoriée en 2017 seulement. Dans les faits, le malaisien, l'anglais, le mandarin et le tamoul demeurent les langues les plus importantes. 30 % de la population en 2003 maîtrise l'Anglais à des degrés divers. 25 % de la population parle l'une des langues Chinoises, mais seulement 4 % maîtrisent le Mandarin, mais l'écriture Chinoise fait l'unité de ces langues. Le tamoul reste une langue importante utilisée pour l’enseignement et dans les écoles .
Le malaisien est proche du bahasa indonesia, ou indonésien, et les deux langues sont inter-compréhensibles, malgré des différences d'accents, et parfois, de vocabulaires.